# Maison romane de Rosheim
La maison romane de Rosheim est un monument historique situé à Rosheim, dans le département français du Bas-Rhin.

## Localisation
Ce bâtiment est situé aux 23-25, rue du Général-de-Gaulle à Rosheim.

## Historique
L'édifice fait l'objet d'un classement au titre des monuments historiques depuis 1921.